# Zelotypia sinuosa
Zelotypia sinuosa är en fjärilsart som beskrevs av Arthur Sidney Olliff 1887. Zelotypia sinuosa ingår i släktet Zelotypia och familjen rotfjärilar. Inga underarter finns listade i Catalogue of Life.